# Nesillas
Nesillas is een geslacht van zangvogels uit de familie Acrocephalidae (rietzangers). 

## Soorten
Het geslacht telt zes soorten, waarvan een is uitgestorven:
- Nesillas brevicaudata – Grande-Comorestruikzanger
- Nesillas lantzii – Lantz' zanger
- Nesillas longicaudata – Anjouanzanger
- Nesillas mariae – Mohélizanger
- Nesillas typica – Tsikirityzanger

### Uitgestorven
- Nesillas aldabrana – Aldabrazanger